# Ali bin Chalid Al Thani

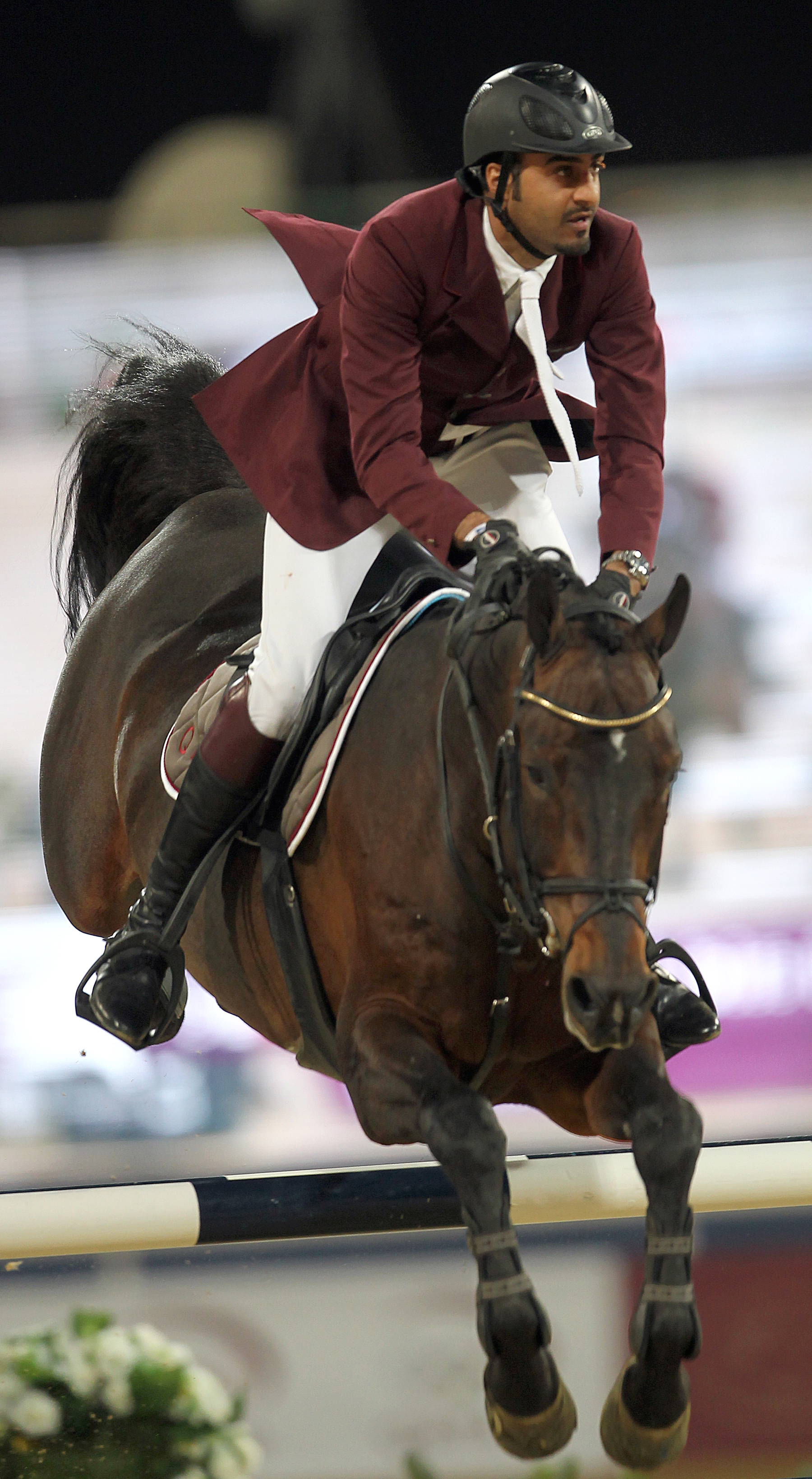
Ali bin Chalid Al Thani mit Whitaker, CSI 5* Doha 2013

Scheich Ali bin Chalid Al Thani (arabisch علي بن خالد آل ثاني, DMG ʿAlī b. Ḫālid Āl Ṯānī, englische Transkription Ali bin Khalid Al Thani; * 1. September 1982) ist ein Springreiter aus Katar.
Im April 2016 befand er sich auf Platz 21 der Weltrangliste. Mit der katarischen Mannschaft gewann er bei den Panarabischen Spielen 2011 die Silbermedaille, zudem wurde er hier Fünfter in der Einzelwertung. Bei den Asienspielen 2014 gewann er mit der katarischen Equipe die Goldmedaille. Zwei Jahre später kam er bei den Olympischen Spielen auf den sechsten Rang der Einzelwertung.
Al Thani trainiert und trainierte in Europa unter anderem beim niederländischen Pferdehändler Jan Tops in Valkenswaard und beim deutschen Springreiter und Trainer Karl Schneider auf dem Rodderberg bei Bonn.

## Pferde (Auszug)
- First Devision (* 2005), brauner Belgischer Wallach, Vater: Andiamo, Muttervater: Perhaps van het Molenvondel, Besitzer: Qatar Armed Forces, bis August 2014 von Yuri Mansur Guerios geritten[3]
- Cantaro 32 (* 2000), Holsteiner Schimmelwallach, Vater: Corrado I, Muttervater: Libero; von 2012 bis März 2014 von Ali bin Chalid Al Thani geritten, zuvor von Patrick Nisbett geritten[4]
- California (* 2002; ehemals Eurocommerce California), Oldenburger Schimmelstute, Vater: Corland, Muttervater: Rimiro, von 2012 bis Anfang 2015 von Ali bin Chalid Al Thani geritten, zuvor von Gerco Schröder geritten[5]
- Kellemoi de Pepita (* 1998; † 2012), braune Selle Francais-Stute, Vater: Voltaire, Muttervater: Jalme des Mesnuls, zuvor von Michel Robert geritten, im Mai 2012 an den Folgen einer Kolik verstorben[6][7]

## Erfolge
- Olympische Spiele:
  - 2016, Rio de Janeiro mit First Devision 9. Platz mit der Mannschaft und 6. Platz in der Einzelwertung[8]

- Weltreiterspiele:
  - 2010, Lexington KY: mit Santos 26. Platz mit der Mannschaft und 118. Platz in der Einzelwertung[8]
  - 2014, Caen: mit Vienna Olympic 15. Platz mit der Mannschaft und 14. Platz in der Einzelwertung[8]

- Asienspiele:
  - 2006, Doha: mit Milena 4. Platz mit der Mannschaft und 31. Platz in der Einzelwertung[8]
  - 2010, Guangzhou: mit Dukhan 4. Platz mit der Mannschaft und 18. Platz in der Einzelwertung[8]
  - 2014, Incheon: mit Vienna Olympic 1. Platz mit der Mannschaft[9] und 30. Platz in der Einzelwertung[10]

- Panarabische Spiele:
  - 2007, Kairo: mit Tulip de la Cour van't Molsbroek 6. Platz mit der Mannschaft und 25. Platz in der Einzelwertung[8]
  - 2011, Doha: mit Sieshof's Abraksas 2. Platz mit der Mannschaft und 5. Platz in der Einzelwertung[8]

- Weltcupfinale:
  - 2012, ’s-Hertogenbosch: 23. Platz mit Cantaro[8]
  - 2013, Göteborg: 27. Platz mit California[8]
  - 2015, Las Vegas: 15. Platz mit Final Devison[8]